# Saint-Aulaire (acteur)
Pour les articles homonymes, voir Saint-Aulaire.
Saint-Aulaire (né Pierre-Jacques Porlier-Pagnon à Paris en 1793, où il est mort le 11 mai 1864) est un acteur français.

## Théâtre

### Carrière à laComédie-Française
Entrée en 1820
Nommé 240e sociétaire en 1826
Départ en 1841
- 1820 : Britannicus de Jean Racine : Burrhus
- 1820 : Le Mariage de Figaro de Beaumarchais : Doublemain
- 1820 : Andromaque de Jean Racine : Phoenix
- 1820 : Esther de Jean Racine : Mardochée ; Aman
- 1820 : Iphigénie de Jean Racine : Ulysse
- 1820 : Tartuffe de Molière : l'exempt
- 1820 : Le Misanthrope de Molière : Oronte
- 1820 : Phèdre de Jean Racine : Thésée
- 1820 : Le Barbier de Séville de Beaumarchais : le notaire
- 1820 : Le Paresseux de Jean- Étienne-François de Marignié : Flacour
- 1820 : Clovis de Jean-Pons-Guillaume Viennet : Sinorix
- 1820 : Athalie de Jean Racine : Mathan
- 1821 : Iphigénie de Jean Racine : Agamemnon ; Arcas
- 1821 : Zénobie de Jacques-Corentin Royou : Longin
- 1821 : Nicomède de Pierre Corneille : Prusias
- 1821 : Mithridate de Jean Racine : Arbate
- 1821 : La Jeune femme colère de Charles-Guillaume Étienne : Volmar
- 1821 : Faliero d'Étienne Gosse : Calendaze
- 1821 : Sylla d'Étienne de Jouy : Metellus
- 1822 : Phèdre de Jean Racine : Théramène
- 1823 : Le Misanthrope de Molière : Philinte
- 1823 : L'Auteur malgré lui de Saint-Rémy : Darmance
- 1823 : Pierre de Portugal de Lucien Arnault : Alvare
- 1824 : Richard III et Jeanne Shore de Népomucène Lemercier : Belmour
- 1824 : Bothwell d'Adolphe Simonis Empis : Lennox
- 1824 : Eudore et Cymodocée de Gary : Dioclétien
- 1824 : Le Mari à bonnes fortunes de Casimir Bonjour : Franval
- 1824 : Marie ou la Pauvre fille de Sophie Gay : le baron
- 1825 : Le Cid d'Andalousie de Pierre-Antoine Lebrun : Pérès
- 1825 : Judith de Hyacinthe Decomberousse : Mindus
- 1825 : Le Roman d'Alexandre-Joseph-Jean de la Ville de Mirmont : Germain
- 1825 : Bélisaire d'Étienne de Jouy : Marcien
- 1825 : Léonidas de Michel Pichat : Artapherne
- 1826 : L'Intrigue et l'amour d'Alexandre-Jean-Joseph de La Ville de Mirmont d'après Friedrich von Schiller : Wurn
- 1826 : Le Siège de Paris de Charles-Victor Prévost d'Arlincourt : Udarin
- 1826 : L'Argent de Casimir Bonjour : le notaire
- 1826 : Marcel de Michel-Nicolas Balisson de Rougemont : Laigneville
- 1827 : Louis XI à Péronne de Jean-Marie Mély-Janin : Commines
- 1827 : Julien dans les Gaules d'Étienne de Jouy : Maxime
- 1827 : Lambert Simnel ou le Mannequin politique de Louis-Benoît Picard et Adolphe Simonis Empis : Nervil
- 1827 : Virginie d'Alexandre Guiraud : Marcus
- 1827 : Blanche d'Aquitaine de Hippolyte Bis : Gontran
- 1828 : Molière de François Dercy : Dorimeuil
- 1828 : Le Dernier jour de Tibère de Lucien Arnault : Niger
- 1828 : La Princesse Aurélie de Casimir Delavigne : le marquis de Nocera
- 1828 : Le Mariage de Figaro de Beaumarchais : Pédrille
- 1828 : Tartuffe de Molière : Cléante
- 1828 : Olga ou l'Orpheline moscovite de Jacques-François Ancelot : le Voïevode
- 1828 : Walstein de Pierre-Chaumont Liadières : Gallar
- 1828 : Les Intrigues de cour d'Étienne de Jouy : Théoton
- 1828 : L'Espion de Jacques-François Ancelot et Édouard-Joseph-Ennemond Mazères d'après James Fenimore Cooper : le colonel Wilson
- 1829 : Isabelle de Bavière d'Étienne-Léon de Lamothe-Langon : Bourbon
- 1829 : Henri III et sa cour d'Alexandre Dumas : Côme Ruggieri
- 1829 : Les Femmes savantes de Molière : Ariste[2]
- 1829 : Une journée d'élection d'Alexandre-Jean-Joseph de La Ville de Mirmont : Corbinieau
- 1829 : Le Czar Démétrius de Léon Halévy : Sandomir
- 1829 : Le Protecteur et le mari de Casimir Bonjour : Plancy
- 1829 : Othello ou le Maure de Venise d'Alfred de Vigny d'après William Shakespeare : le doge de Venise
- 1829 : Élisabeth d'Angleterre de Jacques-François Ancelot : Lord Cecil
- 1830 : Gustave Adolphe ou la Bataille de Lutzen de Lucien Arnault : Oxiernstern
- 1830 : Le Collatéral ou la Diligence de Joigny de Louis-Benoît Picard : Saint-Hilaire
- 1830 : Hernani de Victor Hugo : le duc de Bavière
- 1830 : L'Envieux de Hyacinthe Dorvo : Melcour
- 1830 : Le Barbier de Séville de Beaumarchais : Bazile
- 1830 : Lucius Junius Brutus de François Andrieux : Vitellius
- 1830 : Corinne de Henri Monnier de La Sizeranne : Edgermond
- 1831 : Un jeu de la fortune ou les Marionnettes de Louis-Benoît Picard : Dorville
- 1831 : Charlotte Corday de Hippolyte-François Regnier-Destourbet : M. Corday
- 1831 : Naissance, fortune et mérite de Casimir Bonjour : Beaugency
- 1831 : Camille Desmoulins de Henri-Louis Blanchard et Julien de Mallian : le greffier
- 1831 : Les Deux Philibert de Louis-Benoît Picard : Clairville
- 1831 : La Famille de Lusigny de Frédéric Soulié et Adolphe Bossange : Artaut
- 1831 : Law d'Édouard Mennechet : Dumesnil
- 1832 : L'Anniversaire de Jean-Baptiste-Rose-Bonaventure Violet d'Épagny
- 1832 : Les Ricochets de Louis-Benoît Picard : Dorcey
- 1832 : Les Vêpres siciliennes de Casimir Delavigne : Gaston
- 1832 : Roméo et Juliette de Frédéric Soulié d'après William Shakespeare : Capulet
- 1832 : Une fête de Néron d'Alexandre Soumet et Louis Belmontet : Sénèque
- 1833 : Plus de peur que de mal de Hippolyte-Nicolas-Just Auger :  Dericourt
- 1833 : Caïus Gracchus ou le Sénat et le peuple de Louis-Armand-Théodore Dartois de Bournonville : Fulvius
- 1833 : La Mère coupable de Beaumarchais : M. Fal
- 1833 : L'École des bourgeois de Léonor Soulas d'Allainval : le commandeur
- 1835 : Le Bourgeois gentilhomme de Molière : le maître de musique
- 1835 : Le Mariage forcé de Molière : Alcantor
- 1835 : Jacques II d'Émile-Louis Vanderburch : Charles II
- 1835 : Don Juan d'Autriche de Casimir Delavigne : l'inquisiteur
- 1836 : Marino Faliero de Casimir Delavigne : Benedinte
- 1836 : Le Testament d'Alexandre Duval : le président
- 1836 : Léonie d'Étienne-Joseph-Bernard Delrieu : Camille
- 1837 : Caligula d'Alexandre Dumas : Protogène
- 1838 : Britannicus de Jean Racine : Narcisse
- 1838 : Isabelle ou Deux jours d'expérience de Virginie Ancelot : le marquis
- 1840 : La Maréchale d'Ancre d'Alfred de Vigny : Condé